# Association Mégrine Sport
L'Association Mégrine Sport (arabe : جمعية مقرين الرياضية) est un club omnisports tunisien basé à Mégrine.
La section de football évolue durant la saison 2016-2017 en Ligue III et la section de handball féminin en division nationale B.

## Écusson

Logo actuel.
Logo alternatif.

## Football

### Palmarès
- Championnat de Tunisie de Ligue II (2) :
  - Champion : 1976, 1981 (poule nord)
- Championnat de Tunisie de Ligue III (1) :
  - Champion : 2005 (poule nord), 2022 (poule 1)

### Bilan en Ligue I
| Saison    | Classement       | J  | G | N  | P  | BP | BC |
| --------- | ---------------- | -- | - | -- | -- | -- | -- |
| 1976-1977 | 14e (relégation) | 26 | 3 | 6  | 17 | 19 | 56 |
| 1981-1982 | 13e (relégation) | 26 | 4 | 10 | 12 | 23 | 41 |
| Total     | 2 saisons        | 52 | 7 | 16 | 29 | 42 | 97 |

### Anciens joueurs
- Lassaâd Abdelli
- Karim Aouadhi
- Mohamed Salah Jedidi
- Sami Laaroussi

## Handball
- Coupe de Tunisie féminine (1) :
  - Vainqueur : 1995